# Världsmästerskapen i skidflygning 1994
Världsmästerskapen i skidflygning 1994 hoppades  den 20 mars 1994 i Letalnica i Planica, Slovenien för fjärde gången. Planica anordnade även mästerskapen som en del av Jugoslavien 1972, 1979 och 1985. Detta var det första större internationella sportevenemang som avgjordes i Slovenien sedan självständigheten 1991 efter Tiodagarskriget. Det var också första gången som Tjeckien och Slovakien tävlade var för sig efter tjeckoslovakiska skilsmässan i januari 1993. Tävlingarna blev också historiska då Österrikes Andreas Goldberger blev första att hoppa över 200 meter (660 fot) då han den 17 mars 1994 hoppade 202 meter (663 fot) på träning den 17 mars. Espen Bredesen hopapde 209 meter (686 fot) dagen därpå.

## Individuellt
- 20 mars 1994

| Medalj | Hoppare                    | Poäng |
| Guld   | Jaroslav Sakala (Tjeckien) | 351.3 |
| Silver | Espen Bredesen (Norge)     | 329.8 |
| Brons  | Roberto Cecon (Italien)    | 324.7 |

## Medaljligan
| Rank | Nation   | Guld | Silver | Brons | Totalt |
| ---- | -------- | ---- | ------ | ----- | ------ |
| 1    | Tjeckien | 1    | 0      | 0     | 1      |
| 2    | Norge    | 0    | 1      | 0     | 1      |
| 3    | Italien  | 0    | 0      | 1     | 1      |